# Horst Kempe (Schauspieler)
Horst Kempe (* 1930) ist ein deutscher Schauspieler, Synchron- und Hörspielsprecher.

## Leben
Über das Leben des 1930 geborenen Horst Kempe sind nur lückenhafte Informationen vorhanden. Bekannt sind die Theaterstationen Stendal, Senftenberg und Lutherstadt Wittenberg. In einigen Kurzfilmen der DDR-Filmgesellschaft DEFA wirkte er als Sprecher und in wenigen Produktionen des Fernsehens der DDR stand er vor der Kamera. Als Sprecher wirkte er auch in mehreren Hörspielen des Rundfunks der DDR mit. Einen großen Raum nahm seine Tätigkeit als Synchronsprecher in etwa 300 Filmen und Fernsehserien ein.

## Filmografie
- 1985: Außenseiter (Fernsehfilm)
- 1987: Polizeiruf 110: Im Kreis (Fernsehreihe)

## Theater
- 1951: Henrik Ibsen: Nora oder Ein Puppenheim – Regie: Karl-Heinz Neumann (Theater der Altmark, Stendal)
- 1953: Friedrich von Gentz: Liebe ist nicht immer blind – Regie: A. Thomas (Stadttheater Senftenberg)
- 1957: Friedrich Schiller: Die Räuber – Regie: Fritz Wendel (Elbe-Elster-Theater, Lutherstadt Wittenberg)

## Hörspiele
- 1947: Aristophanes: Der Friede (Komparse) – Regie: Hans Deppe (Hörspiel – NWDR)
- 1947: Hermann Georg Rexroth: Der Wahrtraum (Komparse) – Regie: Ludwig Cremer (Hörspiel – NWDR)
- 1970: Gerhard Bengsch: Krupp und Krause (Paul Barbarino) – Regie: Walter Niklaus (Hörspiel, 3. Teil – Rundfunk der DDR)
- 1970: Erwin Strittmatter/Horst Heitzenröther: Der Wundertäter – Regie: Walter Niklaus (Hörspiel, 8., 9. Und 10. Teil – Rundfunk der DDR)
- 1971: Hans Siebe: Bahnschranke Kienbusch (Willi Arnsdorf) – Regie: Walter Niklaus (Kriminalhörspiel – Rundfunk der DDR)
- 1971: Bruno Gluchowski: Werkmeister Lorenz (Kranführer Freese) – Regie: Detlef Kurzweg (Hörspiel – Rundfunk der DDR)
- 1973: Kurt Zimmermann: Kundschafter, Funker, Kommunist (Herbert) – Regie: Klaus Zippel (Kinderhörspiel, 4. Teil – Rundfunk der DDR)
- 1974: Helmut Richter: Schornsteinbauer (Rätz) – Regie: Walter Niklaus (Hörspiel – Rundfunk der DDR)
- 1974: Nâzım Hikmet: Ein komischer Mensch (Halid) – Regie: Helmut Hellstorff (Hörspiel – Rundfunk der DDR)
- 1975: Horst-Ulrich Semmler: Der Apostel Lukas oder Der siebente Lehrer (Fjodor) – Regie: Joachim Staritz (Kinderhörspiel – Rundfunk der DDR)
- 1975: Kurt Zimmermann: Nelken für ALTA (Willi) – Regie: Klaus Zippel (Kinderhörspiel, 4. Teil – Rundfunk der DDR)
- 1976: Edgar Allan Poe: Der Doppelmord in der Rue Morgue (Paul Dumas) – Regie: Klaus Zippel (Kriminalhörspiel/Kurzhörspiel – Rundfunk der DDR)
- 1977: Lucia Guerra: Manolo wird Lehrer (Vater) – Regie: Günter Bormann (Kinderhörspiel/Kurzhörspiel – Rundfunk der DDR)
- 1977: Günter Görlich: Der blaue Helm (Erzähler) – Regie: Manfred Täubert (Kinderhörspiel – Rundfunk der DDR)
- 1978: Boshidara Zekowa: Der kluge Hirtenjunge (Erzähler) – Regie: Klaus Zippel (Kinderhörspiel – Rundfunk der DDR)
- 1978: Wladimir Posner: Die Bindung der Ehe (Sprecher) – Regie: Klaus Zippel (Hörspiel – Rundfunk der DDR)
- 1979: Friedbert Stöcker: Der Amselprozeß (Rechtsanwalt Kost) – Regie: Klaus Zippel (Hörspiel – Rundfunk der DDR)
- 1981: Eberhard Kreissig: Ein Phantom wird gejagt – Regie: Klaus Zippel (Hörspiel, 3 Teile – Rundfunk der DDR)
- 1981: Klaus G. Zabel: Mein Bruder Compagnero – Regie: Günter Bormann (Kinderhörspiel/Kurzhörspiel – Rundfunk der DDR)
- 1985: Sybill Mehnert: Die Kassette (Wiechert) – Regie: Klaus Zippel (Kriminalhörspiel/Kurzhörspiel – Rundfunk der DDR)
- 1987: Rolf Wohlgemuth: Der Wald war sein Schucksal (Alois) – Regie: Walter Niklaus (Kriminalhörspiel – Rundfunk der DDR)
- 1989: Harald Ritter: Endlose Aussicht (Karl Siebert) – Regie: Klaus Zippel (Kriminalhörspiel/Kurzhörspiel – Rundfunk der DDR)

## Synchronisationen

### Spielfilme
- 1936 (1985): Als Stadtbewohner in Blinde Wut
- 1937 (1994): Pinto Colvig als Schlafmütz in Schneewittchen und die sieben Zwerge
- 1943 (1969 ?): Gerald Hamer als Mahor Langford in Gespenster im Schloß
- 1944 (1969): Gerald Hamer als Alistair Ramson in Die Kralle
- 1944 (1969): Miles Mander als Giles Conover in Die Perle der Borgia
- 1944 (1973): Wsewolod Pudowkin als  Nikola, Narr Iwan der Schreckliche
- 1946 (1969): Holmes Herbert als Ebenezer Crabtree in Jagd auf Spieldosen
- 1946 (1969): Billy Bevan als Zugschaffner in Juwelenraub
- 1947 (1990): Charles Meredith als Richter in Daisy Kenyon
- 1948 (1995): Harcourt Williams als Anwalt Prewitt in Brighton Rock
- 1951 (1973): Lamberto Maggiorani als Marco in Achtung, Banditi!
- 1953 (1993): Arthur Hunnicutt als Frank Taggert in Hölle der Gefangenen
- 1959 (1985): Meredith Edwards als George Williams in Tiger Bay
- 1964 (1984): Furio Meniconi als Zereteli in Ursus und die Sklavin des Teufels
- 1965 (1987): Renato Chiantoni als Deputy in Rache in Sacramento
- 1966 (1982): Giuseppe Lauricella als Pater Carmelo in Das Finale liefert Zorro
- 1966: Ugo Tognazzi als Efisio Mulas in Eine Frage der Ehre
- 1966 (1987): Luigi Pavese als Miguels Vater in Irren ist tödlich
- 1968: Pierre Tornade als Leuchtturmwärter in Balduin, der Trockenschwimmer
- 1968 (1984): José Riesgo als Graysons Herausforderer in Einer nach dem anderen – ohne Erbarmen
- 1970 (1973): Paul Crauchet als Jacques Loring in Der Kommissar und sein Lockvogel
- 1971 (1975): Max von Sydow als  Roy Lindberg in Apfelkrieg
- 1971 (1989): David Davenport als Major Domo in Heinrichs Bettgeschichten oder Wie der Knoblauch nach England kam
- 1971 (1975): Paul Crauchet als Francis Palombo in Neun im Fadenkreuz
- 1971: Als Bajajas Pferd in Prinz Bajaja
- 1972 (1984): Lionel Stander als Lucky Capone in Fünf Klumpen Gold
- 1973: Zygmunt Hobot als Kaliopuli in Durch Wüste und Dschungel
- 1973 (1988): Peter Butterworth als Admiral in Mißwahl auf Englisch
- 1974 (1975): Peter Butterworth als Tom „Doc“ Scholl in Mach’ weiter, Dick!
- 1974: Zdeněk Řehoř als Alois Wässerlein in Wie soll man Dr. Mráček ertränken? oder Das Ende der Wassermänner in Böhmen
- 1975: Anatoli Kubazki als  Gabriel in Das bucklige Pferdchen
- 1976 (1994): Bart Burns als Frank Fowles in Helter Skelter – Die Nacht der langen Messer
- 1976 (1975): Walentin Nikulin als  Sulpitius in Die traurige Nixe
- 1977: Josef Kemr als Königlicher Trommler in Wie Honza beinahe König geworden wäre
- 1977: Jiří Sovák als Liška in Wie wäre es mit Spinat?
- 1978: Rudolf Hrušínský als Ledvina in Adele hat noch nicht zu Abend gegessen
- 1978: Josef Kemr als Tonckas Vater in Das neunte Herz
- 1978: Als Börsenmakler in Zucker, Zucker!
- 1979: Ladislav Brothánek als Grober Knecht in Prinz und Abendstern
- 1980: Masato Yamanouchi als alter Soldat in Anja und die vier Jahreszeiten
- 1980: Igor Klass als Rygor in König Stachs wilde Jagd
- 1980: Ilschat Jumagulow als Kusser-Mursa in Der Reiter auf dem goldenen Pferd
- 1980: Costache Diamandi als Wirt in Der weite Ritt der Gelben Rose
- 1981: Rasmi Dschabrailow als Apotheker  in Märchen in der Nacht erzählt
- 1982: Leonid Kanewski als Millionenschaftsführer in Abenteuer mit der Tarnkappe
- 1982: František Hanus als Schmied in Der dritte Prinz
- 1983: Milan Beli als Major George Bannigan in Der Scout
- 1987: Emrys James als Inspector Athelney Jones in Das Zeichen 4
- 1992: Peter Donat als Harry Frazee in The Babe – Ein amerikanischer Traum
- 1992: Leonard Gaines als Leonard Gaines in Der Duft der Frauen
- 1992: Chuck Bennett als Darabont in Fatale Begierde
- 1992: Robert Loggia als Pappy Jack in Fäuste – Du mußt um Dein Recht kämpfen
- 1992: Bob Gunton als älterer Agent in Der Reporter
- 1993: Dan Hedaya als Turnierdirektor in Das Königsspiel – Ein Meister wird geboren
- 1993: Victor Brandt als Det. McCracken in Sliver
- 1994: Bill Zuckert als Mr. Finkle in Ace Ventura – Ein tierischer Detektiv
- 1994: Gilbert R. Hill als Insp. Douglas Todd in Beverly Hills Cop III
- 1994: Peter Boyle als George in New York Killer – Die Kunst des Tötens
- 1994: Richard Seff als Abgeordneter Devine  in Quiz Show
- 1994: Peter Boyle als Huggins in Royce
- 1994: Joe Pecoraro als Filmvorführer in Die Verurteilten
- 1995: Stefan Gierasch als Gefängnisdirektor Humson in Murder in the First
- 1995: Renato D’Amore als Ramirez der Erste in Trinity und Babyface
- 1996: Dudley Sutton als Hohepriester in Die Bibel – Moses
- 1996: Peter Jason als Millies Vater in Glimmer Man
- 1996: Philip Bruns als Mr. Schaefer in Der große Stromausfall – Eine Stadt im Ausnahmezustand
- 1996: Al Nalbandian als Direktor McGee in Jack
- 1996: Jerzy Skolimowski als Dr. Zeigler in Mars Attacks!
- 1996: John E. Davis als Sheriff in Mut zur Wahrheit
- 1996: Jimmy Keogh als Jimmy Higgins in Mütter & Söhne
- 1996: Michael Constantine als Richter Weitzel in Nicht schuldig
- 1997: Jack Nance als Phil in Lost Highway

### Fernsehserien
- 1949–1957 (1990–1991): 13 Schauspieler, 15 Episoden in The Lone Ranger
- 1957–1966 (1990–1991): 20 Schauspieler, 20 Episoden in Perry Mason
- 1958–1963 (1990–1992): 3 Schauspieler, 3 Episoden in Gnadenlose Stadt
- 1959–1966: 8 Schauspieler, 8 Episoden in Tausend Meilen Staub
- 1959–1964: 9 Schauspieler, 9 Episode in Twilight Zone
- 1961–1963: Joe E. Ross als Officer Gunther Toody, 1 Episoden in Wagen 54, bitte melden
- 1964–1970 (1989–1991): 12 Schauspieler, 12 Episoden in Daniel Boone
- 1965–1971 (1991–1994): 2 Schauspieler, 2 Episoden in Ein Käfig voller Helden
- 1968–1980: 4 Schauspieler, 4 Episoden in Hawaii Five-0
- 1969–1971: 3 Schauspieler, 2 Episoden in Randall & Hopkirk – Detektei mit Geist
- 1970–1977: Jens Okking als Schmuggler, 1 Episode in Oh, diese Mieter!
- 1971: Colea Răutu als Pete, 1 Episode in Der Seewolf
- 1973–1974: Valeriano Andrés als Luis in Fernfahrer – Abenteuer auf Spaniens Straßen
- 1976–1983: 7 Schauspieler, 8 Episoden in Quincy
- 1976–1983: Charles Norman als Grandpa Sullivan, ? Episoden in Die Sullivans
- 1977–1982: 3 Schauspieler, 3 Episoden in Lou Grant
- 1979–1981: Vladimír Menšík als Herr Maier, 1 Episode in Die Märchenbraut
- 1980–1988: Sam Anderson als Ray Jones, 1 Episode in Magnum
- 1981–1991: 2 Schauspieler, 2 Episoden in Jim Bergerac ermittelt
- 1982–1986: Vlastimil Hašek als Rudolf Pekař, 1 Episode in Bezirksverwaltung der „K“ Prag
- 1982–1987: William Larsen als Nester Bickerman, 1 Episode in Remington Steele
- 1982–1983 (1989): 2 Schauspieler, 2 Episoden in Die Zeitreisenden
- 1984–1985: Norman Jones als Henry Wood, 1 Episode in Sherlock Holmes
- 1984–1999 (1990): 2 Schauspieler, 3 Episoden in Die Bill Cosby Show
- 1984: Jaroslav Moučka als Hrdinas Meister, Slezaček, 1 Episode in Ein Haus mit tausend Gesichtern
- 1984–1992: 2 Schauspieler, 2 Episoden in Miss Marple
- 1984: Ernest Borgnine als Marcus, 1 Episode in Die letzten Tage von Pompeji
- 1984–1996 (1990): 2 Schauspieler, 2 Episoden in Mord ist ihr Hobby
- 1984: Ed McCready als Sutter, 1 Episode in Der Ninja-Meister
- 1985: Desmond Kelly als Alf Lang , 2 Episoden in Die fliegenden Ärzte
- 1989–2013: 2 Schauspieler, 2 Episoden in Agatha Christie’s Poirot
- 1990–1995: Bryson Liberty als Ira Wingfeather, 1 Episode in Ausgerechnet Alaska
- 1992–1993: John Neville als Professor Hilton, 1 Episode in Class of ’96
- 1992–1998: 2 Schauspieler, 2 Episoden in Highlander
- 1992: Nino Fuscagni als Buchmacher, 1 Episode in Mord in der Toskana
- 1994–2009: 11 Schauspieler, 11 Episoden in Emergency Room – Die Notaufnahme